# Potentilla zhangbeiensis
Potentilla zhangbeiensis är en rosväxtart som beskrevs av Yong Zhang och Z.T. Yin. Potentilla zhangbeiensis ingår i Fingerörtssläktet som ingår i familjen rosväxter. Inga underarter finns listade i Catalogue of Life.